# Aneuclis melanaria
Aneuclis melanaria är en stekelart som först beskrevs av Holmgren 1860.  Aneuclis melanaria ingår i släktet Aneuclis och familjen brokparasitsteklar. Arten är reproducerande i Sverige. Inga underarter finns listade i Catalogue of Life.